# Biatlon op de Olympische Winterspelen 2002
Biatlon is een van de sporten die beoefend werden tijdens de Olympische Winterspelen 2002 in Salt Lake City, Verenigde Staten. De wedstrijden vonden plaats in Soldier Hollow in Midway.

## Heren

### 10 kilometer sprint
| Rang   | Sporter(s)           | Land | Tijd    | Pen. |
| ------ | -------------------- | ---- | ------- | ---- |
| Goud   | Ole Einar Bjørndalen | NOR  | 24:51.3 | 0    |
| Zilver | Sven Fischer         | GER  | 25:20.2 | 1    |
| Brons  | Wolfgang Perner      | AUT  | 25:44.0 | 0    |
| 4      | Ricco Groß           | GER  | 25:44.6 | 1    |
| 5      | Wolfgang Rottmann    | AUT  | 25:48.8 | 2    |
| 6      | Pavel Rostovtsev     | RUS  | 25:50.1 | 1    |
| 7      | Viktor Maigoerov     | RUS  | 25:50.9 | 0    |
| 8      | Frode Andresen       | NOR  | 25:51.5 | 2    |

### 12,5 kilometer achtervolging
| Rang   | Sporter(s)           | Land | Tijd    | Pen. |
| ------ | -------------------- | ---- | ------- | ---- |
| Goud   | Ole Einar Bjørndalen | NOR  | 32:34.6 | 2    |
| Zilver | Raphaël Poirée       | FRA  | 33:17.6 | 1    |
| Brons  | Ricco Groß           | GER  | 33:30.6 | 2    |
| 4      | Ludwig Gredler       | AUT  | 33:35.5 | 2    |
| 5      | Pavel Rostovtsev     | RUS  | 33:43.1 | 2    |
| 6      | Wolfgang Rottmann    | AUT  | 33:45.1 | 4    |
| 7      | Viktor Maigoerov     | RUS  | 33:55.1 | 3    |
| 8      | Halvard Hanevold     | NOR  | 33:59.6 | 2    |

### 20 kilometer individueel
| Rang   | Sporter(s)           | Land | Tijd    | Pen. |
| ------ | -------------------- | ---- | ------- | ---- |
| Goud   | Ole Einar Bjørndalen | NOR  | 51:03.3 | 2    |
| Zilver | Frank Luck           | GER  | 51:39.4 | 0    |
| Brons  | Viktor Maigoerov     | RUS  | 51:40.6 | 1    |
| 4      | Ricco Groß           | GER  | 51:58.7 | 2    |
| 5      | Halvard Hanevold     | NOR  | 52:16.3 | 0    |
| 6      | Pavel Rostovtsev     | RUS  | 52:33.5 | 1    |
| 7      | Frode Andresen       | NOR  | 52:39.1 | 3    |
| 8      | Sergej Tsjepikov     | RUS  | 52:44.2 | 1    |

### 4 x 7,5 kilometer estafette
| Rang   | Sporter(s)                                                         | Land | Tijd      | Pen.   |
| ------ | ------------------------------------------------------------------ | ---- | --------- | ------ |
| Goud   | Halvard Hanevold Frode Andresen Egil Gjelland Ole Einar Bjørndalen | NOR  | 1:23:42.3 | 0 + 8  |
| Zilver | Ricco Groß Peter Sendel Sven Fischer Frank Luck                    | GER  | 1:24:27.6 | 1 + 9  |
| Brons  | Gilles Marguet Vincent Defrasne Julien Robert Raphaël Poirée       | FRA  | 1:24:36.6 | 0 + 6  |
| 4      | Viktor Maigoerov Sergej Rozjkov Sergej Tsjepikov Pavel Rostovtsev  | RUS  | 1:24:54.4 | 0 + 9  |
| 5      | Petr Garabík Ivan Masařík Roman Dostál Zdeněk Vítek                | CZE  | 1:26:36.1 | 0 + 12 |
| 6      | Christoph Sumann Wolfgang Perner Wolfgang Rottmann Ludwig Gredler  | AUT  | 1:26:58.9 | 0 + 9  |
| 7      | Vjatsjeslav Derkach Olexander Bilanenko Roman Pryma Ruslan Lysenko | UKR  | 1:27:02.2 | 2 + 12 |
| 8      | Aleksej Ajdarov Alexandre Syman Oleg Ryzhenkov Vadim Sashurin      | BLR  | 1:27:12.0 | 1 + 12 |

## Dames

### 7,5 kilometer sprint
| Rang   | Sporter(s)              | Land | Tijd    | Pen. |
| ------ | ----------------------- | ---- | ------- | ---- |
| Goud   | Kati Wilhelm            | GER  | 20:41.4 | 0    |
| Zilver | Uschi Disl              | GER  | 20:57.0 | 1    |
| Brons  | Magdalena Forsberg      | SWE  | 21:20.4 | 1    |
| 4      | Liv Grete Poirée        | NOR  | 21:24.1 | 1    |
| 5      | Florence Baverel-Robert | FRA  | 21:27.9 | 0    |
| 6      | Galina Koekleva         | RUS  | 21:32.1 | 0    |
| 7      | Sandrine Bailly         | FRA  | 21:35.7 | 1    |
| 8      | Olga Pyljova            | RUS  | 21:44.2 | 1    |

### 10 kilometer achtervolging
| Rang   | Sporter(s)         | Land | Tijd    | Pen. |
| ------ | ------------------ | ---- | ------- | ---- |
| Goud   | Olga Pyljova       | RUS  | 31:07.7 | 1    |
| Zilver | Kati Wilhelm       | GER  | 31:13.0 | 4    |
| Brons  | Irina Nikoultchina | BUL  | 31:15.8 | 2    |
| 4      | Liv Grete Poirée   | NOR  | 31:18.3 | 4    |
| 5      | Galina Koekleva    | RUS  | 31:31.7 | 3    |
| 6      | Magdalena Forsberg | SWE  | 31:34.0 | 3    |
| 7      | Katrin Apel        | GER  | 31:47.9 | 3    |
| 8      | Andreja Grašič     | SLO  | 32:01.9 | 1    |

### 15 kilometer individueel
| Rang   | Sporter(s)            | Land | Tijd    | Pen. |
| ------ | --------------------- | ---- | ------- | ---- |
| Goud   | Andrea Henkel         | GER  | 47:29.1 | 1    |
| Zilver | Liv Grete Poirée      | NOR  | 47:37.0 | 1    |
| Brons  | Magdalena Forsberg    | SWE  | 48:08.3 | 2    |
| 4      | Olga Pyljova          | RUS  | 48:14.0 | 2    |
| 5      | Jekaterina Dafovska   | BUL  | 48:15.5 | 1    |
| 6      | Olga Nazarova         | BLR  | 48:29.9 | 1    |
| 7      | Martina Glagow        | GER  | 48:34.2 | 1    |
| 8      | Svetlana Isjmoeratova | RUS  | 48:45.0 | 2    |

### 4 x 7,5 kilometer estafette
| Rang   | Sporter(s)                                                                 | Land | Tijd      | Pen.   |
| ------ | -------------------------------------------------------------------------- | ---- | --------- | ------ |
| Goud   | Katrin Apel Uschi Disl Andrea Henkel Kati Wilhelm                          | GER  | 1:27:55.0 | 1 + 7  |
| Zilver | Ann-Elen Skjellbreid Linda Tjørhom Gunn Margit Andreassen Liv Grete Poirée | NOR  | 1:28:25.6 | 0 + 9  |
| Brons  | Olga Pyljova Galina Koekleva Svetlana Isjmoeratova Albina Achatova         | RUS  | 1:29:17.7 | 2 + 13 |
| 4      | Pavlina Filipova Irina Nikoultchina Iva Karagiozova Jekaterina Dafovska    | BUL  | 1:29:25.8 | 0 + 13 |
| 5      | Martina Jašicová Anna Murínová Marcela Pavkovčeková Soňa Mihoková          | SVK  | 1:30:11.5 | 1 + 8  |
| 6      | Lucija Larisi Andreja Grašič Dijana Grudiček Tadeja Brankovič              | SLO  | 1:30:18.0 | 0 + 13 |
| 7      | Olga Nazarova Ljoedmila Lysenko Jevgenia Koezepalova Jelena Khroestaleva   | BLR  | 1:31:01.6 | 0 + 7  |
| 8      | Kateřina Losmanová Magda Rezlerová Irena Ĉesneková Eva Háková              | CZE  | 1:31:07.6 | 0 + 8  |

## Medaillespiegel
| Plaats | Land       | NOC    | Goud | Zilver | Brons | Totaal |
| ------ | ---------- | ------ | ---- | ------ | ----- | ------ |
| 1      | Noorwegen  | NOR    | 4    | 2      | 0     | 6      |
| 2      | Duitsland  | GER    | 3    | 5      | 1     | 9      |
| 3      | Rusland    | RUS    | 1    | 0      | 2     | 3      |
| 4      | Frankrijk  | FRA    | 0    | 1      | 1     | 2      |
| 5      | Zweden     | SWE    | 0    | 0      | 2     | 2      |
| 6      | Oostenrijk | AUT    | 0    | 0      | 1     | 1      |
| 6      | Bulgarije  | BUL    | 0    | 0      | 1     | 1      |
| Totaal | Totaal     | Totaal | 8    | 8      | 8     | 24     |